# Cronologia della storia dell'Armenia
Questa è una cronologia della storia armena, che comprende importanti cambiamenti legali e territoriali ed eventi politici in Armenia e nei suoi stati predecessori. Per leggere i retroscena di questi eventi, vedi Storia dell'Armenia. Vedi anche l'elenco dei re armeni.

## XIV secolo a.C.
| Anno      | Evento |
| --------- | --- |
| 2400 a.C. | Il Libro della Genesi identifica la terra di Ararat come il luogo di riposo dell'Arca di Noè in seguito al "grande diluvio" ivi descritto. Gli indoeuropei erano persone che presumibilmente si diffondono dal Caucaso, stabilendosi sulle terre lungo la strada. L'armeno è uno dei rami linguistici indoeuropei. |

## XXIII secolo a.C.
| Anno      | Evento |
| --------- | --- |
| 2300 a.C. | La figura leggendaria Haik crea la nazione armena nell'area dell'Ararat. (Gli Accadi menzionano Armani nel 2300 a.C.) |

## XX secolo a.C.
| Anno      | Evento           |
| --------- | ---------------- |
| 2000 a.C. | Cultura Trialeti |

## XVII secolo a.C.
| Anno      | Evento                                                                                          |
| --------- | ----------------------------------------------------------------------------------------------- |
| 1700 a.C. | Aram, patriarca armeno citato nella Storia dell'Armenia (Mosè di Corene) (datato V secolo d.C.) |

## XV secolo a.C.
| Anno      | Evento                                                                          |
| --------- | ------------------------------------------------------------------------------- |
| 1450 a.C. | Artatama I (Thutmose III d'Egitto, menziona il popolo di Ermenen nel 1446 a.C.) |

## XIV secolo a.C.
| Anno | Evento      |
| ---- | ----------- |
| 1400 | Artashumara |
| 1384 | Artatama II |

## XII secolo a.C.
| Anno      | Evento |
| --------- | --- |
| 1200 a.C. | Nairi, una confederazione di tribù negli altopiani armeni, corrispondente grosso modo alle moderne province di Van e Hakkâri della moderna Turchia. |

## IX secolo a.C.
| Anno     | Evento                                                              |
| -------- | ------------------------------------------------------------------- |
| 860 a.C. | Fondazione del Regno di Urartu con Aramé.                           |
| 834 a.C. | Regno di Sarduri I che costruisce Tushpa (Van). (fino all'828 a.C.) |
| 810 a.C. | Regno di Menua conquista i campi ararati. (fino al 785 a.C.)        |

## VIII secolo a.C.
| Anno     | Evento                                                  |
| -------- | ------------------------------------------------------- |
| 785 a.C. | Regno di Argishtis I.                                   |
| 782 a.C. | Costruzione della fortezza di Erebuni (moderna Erevan). |

## VI secolo a.C.
| Anno     | Evento |
| -------- | --- |
| 585 a.C. | Conquista di Urartu da parte dei Medi.                                                                                                 |
| 570 a.C. | Regno di Oronte I Sakavakyats. |
| 512 a.C. | L'Armenia viene annessa alla Persia da Dario I. Urartu è ufficialmente chiamata Armenia per la prima volta nell'iscrizione di Bisotun. |

## V secolo a.C.
| Anno     | Evento                |
| -------- | --------------------- |
| 401 a.C. | Oronte I (Yervand I). |

## IV secolo a.C.
| Anno     | Evento |
| -------- | --- |
| 331 a.C. | Alessandro Magno attacca la Persia e sconfigge Dario III, ma non conquista mai l'Armenia. Di conseguenza, l'Armenia riacquista la sua indipendenza dalla Persia. |

## II secolo a.C.
| Anno     | Evento |
| -------- | --- |
| 190 a.C. | Artaxias I rivendica la sovranità dell'Armenia dai Seleucidi stabilendo la dinastia artasside con Artaxata come capitale. |

## I secolo a.C.
| Anno    | Evento |
| ------- | --- |
| 95 a.C. | Adesione al potere di Tigrane il Grande.                                                                       |
| 93 a.C. | Invasione della Cappadocia                                                                                     |
| 88 a.C. | Conquista di Atropatene, Gordiene e Osroene                                                                    |
| 83 a.C. | Conquista della Siria, della Fenicia e della Cilicia                                                           |
| 69 a.C. | L'esercito di Tigranes viene sconfitto nella battaglia di Tigranocerta contro l'esercito romano di Lucullo.    |
| 68 a.C. | Lucullo viene sconfitto da Artaxata.                                                                           |
| 67 a.C. | Lucullo viene richiamato a Roma.                                                                               |
| 66 a.C. | Pompeo invade l'Armenia, ma torna in terra romana dopo aver ricevuto una generosa somma di denaro da Tigranes. |
| 55 a.C. | Morte di Tigrane il Grande. Artavaside II continua a governare l'Armenia.                                      |
| 55 a.C. | Regno di Artavaside. (fino al 34 a.C.)                                                                         |

## I secolo
| Anno | Evento                                                                                                 |
| ---- | --- |
| 1    | Fine della dinastia Artassiade in Armenia. La dinastia Arsacide dei Partia (Iran) incorpora l'Armenia. |
| 53   | Tiridate I riafferma l'indipendenza dell'Armenia fondando la dinastia Arsacide dell'Armenia            |
| 58   | Il generale romano Corbulo invade l'Armenia con l'assistenza degli iberici e dei Commageni.            |
| 66   | Tiridate viene incoronato a Roma da Nerone, dopo che lui e Corbulo si accordano.                       |
| 72   | Guerra contro gli Alani                                                                                |

## III secolo
| Anno | Evento                                     |
| ---- | ------------------------------------------ |
| 228  | Tiridate II respinge l'invasione sasanide. |
| 287  | Inizio del regno di Tiridate III.          |

## IV secolo
| Anno | Evento |
| ---- | --- |
| 301  | L'Armenia diventa il primo stato cristiano ufficiale al mondo, il re Tiridate III proclama il cristianesimo come religione ufficiale di stato dell'Armenia. Lo zoroastrismo inizia a diminuire gradualmente. |
| 330  | Fine del regno di Tiridate III. |
| 387  | Divisione dell'Armenia in parti occidentali e orientali per la pace di Acisilene tra i persiani sasanidi e i bizantini.                                                                                      |
| 392  | L'Armenia riacquista la sua potenza con l'incoronazione del re Vramshapuh nel 392. |

## V secolo
| Anno | Evento |
| ---- | --- |
| 405  | Mesrop Mashtots inventa l'alfabeto armeno.                                                                  |
| 428  | Fine della dinastia Arsacide d'Armenia. Inizia l'era dell'Armenia persiana come parte dell'impero sasanide. |
| 451  | La battaglia di Avarayr, guidata da Vartan Mamikonian, assicura la religione cristiana in Armenia.          |

## VII secolo
| Anno | Evento |
| ---- | --- |
| 639  | La prima invasione araba sotto la guida di Abd ar-Rahman ibn Rabiah devasta la regione di Taron.                                             |
| 642  | Gli arabi prendono d'assalto la città di Dvin uccidendo 12.000 abitanti e riducendone in schiavitù 35.000.                                   |
| 645  | Theodorus Rshtuni e altri nakharar armeni accettano il dominio musulmano sull'Armenia.                                                       |
| 650  | L'Armenia diventa il principale campo di battaglia delle guerre arabo-kjazar e arabo-bizantine che lasciano le terre spopolate. (fino a 750) |

## VIII secolo
790 - Il Principato di Hamamshen viene fondato nella zona moderna della provincia orientale di Rize, in Turchia.

## IX secolo
| Anno | Evento |
| ---- | --- |
| 861  | Ashot I Bagratuni viene riconosciuto come principe dei principi dalla corte di Baghdad, ciò seguito da una guerra contro gli emiri musulmani locali. (fino a 862) |
| 885  | Ashot vince ed è così riconosciuto Re degli Armeni da Baghdad nell'885.                                                                                           |
| 886  | Riconoscimento formale della sovranità armena da parte di Costantinopoli.                                                                                         |
| 891  | Re Ashot I muore e gli succede suo figlio Smbat I, nell'892. |

## X secolo
| Anno | Evento |
| ---- | --- |
| 961  | Il re Ashot III (953–977) trasferisce la capitale da Kars ad Ani, che viene considerata la "città delle 1001 chiese" che rivaleggiava con altre metropoli come Baghdad e Costantinopoli. |

## XI secolo
| Anno | Evento |
| ---- | --- |
| 1016 | I turchi selgiuchidi compaiono per la prima volta nella regione.                                                                              |
| 1045 | L'Armenia cade in mano alle truppe bizantine e inizia un esodo dalle terre armene.                                                            |
| 1064 | La bizantina Ani, una volta capitale dell'Armenia Bagratide, viene conquistata e distrutta dai turchi selgiuchidi.                            |
| 1071 | Dopo la battaglia di Manzicerta, è stabilito il dominio dei selgiuchidi sull'Anatolia e un gran numero di tribù turche migrano nella regione. |
| 1072 | I Selgiuchidi vendono Ani agli Shaddadid, una tribù curda che governa un territorio che coincide con l'odierna Armenia.                       |
| 1078 | Istituzione del Principato armeno di Cilicia, guidato dalla dinastia dei Rupenidi.                                                            |
| 1095 | La prima crociata è lanciata da papa Urbano I.                                                                                                |

## XII secolo
| Anno | Evento |
| ---- | --- |
| 1187 | Debutto del regno di Leone II come principe. |
| 1194 | Dopo il declino del dominio selgiuchide nell'area, l'Anatolia orientale è governata da un gran numero di emirati e tribù turche, come gli Ahlatshah, i Mengugekidi, i Saltuqidi e gli Artuqidi. (fino al 1241) |
| 1198 | Leone II "il Magnifico" riesce ad assicurarsi la sua corona, diventando il primo re della Cilicia armena. |

## XIII secolo
| Anno | Evento |
| ---- | --- |
| 1219 | Morte di Leone II. |
| 1241 | Invasione mongola dell'Anatolia, gran parte della popolazione sedentaria dell'Armenia viene massacrata. (fino al 1244)                  |
| 1256 | Il dominio turco-mongolo continua nell'Anatolia orientale sotto i governanti ilkhanati e i loro vassalli turchi e curdi. (fino al 1335) |

## XIV secolo
| Anno | Evento |
| ---- | --- |
| 1335 | Il declino del potere mongolo porta l'Armenia ad essere dominata ancora una volta da tribù turcomanne dell'Anatolia come i Chupanidi. (fino al 1400) |
| 1375 | Caduta del regno armeno di Cilicia nelle mani dei Mamelucchi d'Egitto e dei loro vassalli Ramadanidi. |
| 1400 | La devastante invasione di Tamerlano della Georgia, dell'Armenia e dell'Anatolia centrale porta al massacro di vaste porzioni della popolazione dell'Armenia e alla riduzione in schiavitù di oltre 60.000 persone provenienti dall'Anatolia e dal Caucaso. |

## XV secolo
| Anno | Evento |
| ---- | --- |
| 1405 | Dopo la morte di Tamerlano, l'Anatolia diventa un campo di battaglia tra le confederazioni tribali rivali degli Ak Koyunlu e dei Kara Koyunlu. |
| 1461 | Patriarcato armeno di Costantinopoli istituito dall'allora imperatore ottomano Maometto II.                                                    |
| 1478 | Migrazione armena a Bruges, Belgio. |

## XVI secolo
| Anno | Evento |
| ---- | --- |
| 1502 | La dinastia safavide si stabilisce in Persia, che conquista l'Armenia.                                                                                          |
| 1512 | Stampa dei primi libri in lingua armena. |
| 1514 | Le guerre ottomano-persiane imperversano per la prima volta negli altopiani armeni, gli ottomani conquistano temporaneamente l'Armenia occidentale.             |
| 1519 | Decreto del re Sigismondo I secondo il quale gli armeni in Polonia sono governati in base al codice di leggi da Mkhitar Gosh.                                   |
| 1519 | Le prime rivolte di Jelali; scontri tra turchi sunniti e curdi e Kizilbash sciiti provocano attriti nell'Anatolia orientale. (fino al 1528)                     |
| 1520 | Grandi porzioni dell'Armenia vengono conquistate da Selim I. |
| 1532 | Ha inizio la guerra ottomano-safavide (1532-1555). |
| 1555 | Firma della pace di Amasya tra Ottomani e Safavidi. L'Armenia occidentale cade nelle mani degli ottomani, l'Armenia orientale rimane sotto il dominio persiano. |
| 1567 | Fondazione della tipografia armena a Costantinopoli. |
| 1598 | Continuazione delle devastanti rivolte di Jelali in Anatolia. (fino al 1611)                                                                                    |

## XVII secolo
| Anno | Evento |
| ---- | --- |
| 1603 | Lo Scià Abbas di Persia invade l'Armenia ottomana (fino al 1618) e ristabilisce il pieno controllo sull'Armenia orientale e gran parte dell'Armenia occidentale come parte del suo impero.                   |
| 1605 | Quando è costretto ad abbandonare l'assedio di Kars, lo Scià Abbas ordina la completa distruzione di molte città e villaggi armeni e deporta oltre 300.000 armeni in Persia, di cui solo la metà sopravvive. |
| 1623 | L'ultima guerra ottomano-safavide infuria in entrambe le parti dell'Armenia storica. |
| 1639 | Trattato di Zuhab firmato tra Ottomani e Safavidi. L'Armenia occidentale cade definitivamente sotto il dominio ottomano. I safavidi rimangono in possesso dell'Armenia orientale.                            |
| 1648 | Forte terremoto a Van. |

## XVIII secolo
| Anno | Evento                                                                             |
| ---- | ---------------------------------------------------------------------------------- |
| 1712 | Nasce Sayat-Nova, rinomato poeta armeno trovatore.                                 |
| 1722 | David Bek guida il movimento di liberazione nazionale nel 1722, ma muore nel 1728. |
| 1747 | I persiani fondano il Khanato del Karabakh.                                        |
| 1759 | Arrivo di Hovsep Emin in Armenia                                                   |
| 1778 | Fondazione di Nor Nakhichevan                                                      |

## XIX secolo
| Anno      | Data       | Evento |
| --------- | ---------- | --- |
| 1809      | 15 ottobre | Nasce Khachatur Abovjan, famoso romanziere, poeta e drammaturgo. |
| 1810      |            | Rivolte di Zeitountsi. |
| 1811      |            | Viene fondato l'ordine mkhitarista di Vienna. |
| 1813      |            | Trattato di Golestan. Tutta l'Armenia orientale rimane sotto il dominio persiano, ad eccezione degli armeni in Karabakh, che erano già entrati de facto nell'impero russo.                 |
| 1824      |            | Fondazione dell'Accademia Nersessiana a Tblisi. |
| 1826      |            | Nickolas Balian, architetto a Costantinopoli (fino al 1858) |
| 1827      |            | Occupazione di Erevan da parte delle forze russe |
| 1828      |            | Trattato di Turkmenchay. L'Armenia orientale viene ceduta con la forza dalla Persia alla Russia per la guerra russo-persiana (1826-1828), rafforzando il controllo russo del Transcaucaso. |
| 1836      |            | Il governo russo emana la Polozhenie, uno statuto che limita notevolmente il potere della Chiesa armena.                                                                                   |
| 1894–1896 |            | Massacri di Hamidian; si stima la morte di circa 80.000–300.000 persone. |

## XX secolo
| Anno | Data       | Evento |
| ---- | ---------- | --- |
| 1909 |            | Massacro di Adana: circa 15.000-30.000 morti. |
| 1915 |            | Genocidio armeno: si stima la morte di circa 1.500.000 persone. (fino al 1923) |
| 1918 | 3 marzo    | Il Trattato di Brest-Litovsk conferisce le regioni di Kars, Ardahan e Batumi all'Impero Ottomano. |
| 1918 | 22 maggio  | Battaglia di Sardarapat |
| 1918 | 28 maggio  | Il Congresso armeno degli armeni orientali dichiara la Prima Repubblica di Armenia. |
| 1918 | 4 giugno   | Trattato di Batumi |
| 1918 | 30 ottobre | Armistizio di Mudros, l'Impero Ottomano accetta di lasciare il Transcaucaso. La Repubblica Democratica dell'Armenia assume il controllo dell'Armenia occidentale, ora che gli ottomani sono costretti ad andarsene. |
| 1920 | 2 dicembre | Viene istituita la RSS armena di allineamento sovietico (distinta da e avversaria della Prima Repubblica di Armenia)                                                                                                |
| 1920 | 6 dicembre | Caduta della Prima Repubblica di Armenia, completamente occupata dal Movimento Nazionale Turco e dall'Armata Rossa (Unione Sovietica).                                                                              |

### Dominio sovietico
| Anno | Data        | Evento |
| ---- | ----------- | --- |
| 1923 | 30 dicembre | Istituzione dell'Unione Sovietica; La RSS armena si unisce all'Unione Sovietica.                                                               |
| 1923 | 7 luglio    | Viene creata l'Oblast' Autonoma del Nagorno Karabakh che garantisce l'autonomia dell'Armenia dal Nagorno Karabakh all'interno della RSS Azera. |
| 1965 | 24 aprile   | Manifestazioni a Erevan |
| 1988 | 20 febbraio | Ha inizio la prima guerra del Nagorno Karabakh.                                                                                                |

### Indipendenza; ultimo decennio del XX secolo
| Anno | Data         | Evento |
| ---- | ------------ | --- |
| 1991 | 21 settembre | Referendum sull'indipendenza dell'Armenia                                                                                            |
| 1991 | 17 ottobre   | Prima elezione presidenziale armena in assoluto, Lewon Ter-Petrosyan viene eletto presidente con uno schiacciante sostegno popolare. |
| 1992 | 9 maggio     | Cattura di Shusha |
| 1994 | 12 maggio    | La prima guerra del Nagorno Karabakh termina formalmente                                                                             |
| 1995 | 5 luglio     | Referendum costituzionale armeno |
| 1999 | 27 ottobre   | Sparatoria al parlamento armeno |

## XXI secolo
| Anno | Data        | Evento                                                                                              |
| ---- | ----------- | --------------------------------------------------------------------------------------------------- |
| 2001 | 25 gennaio  | Adesione dell'Armenia al Consiglio d'Europa                                                         |
| 2004 | 12 aprile   | Il governo di Ṙobert K'očaryan disperde una massiccia protesta pacifica usando una forza eccessiva. |
| 2008 | 19 febbraio | Elezioni presidenziali armene, 2008                                                                 |
| 2012 | 6 maggio    | Elezioni parlamentari armene, 2012                                                                  |
| 2013 | 18 febbraio | Elezioni presidenziali armene, 2013                                                                 |
| 2015 | 2 gennaio   | L'adesione dell'Armenia all'Unione eurasiatica                                                      |
| 2015 | 12 gennaio  | Massacro di Gyumri del 2015                                                                         |
| 2017 | 2 aprile    | Elezioni parlamentari armene, 2017                                                                  |
| 2017 | 24 novembre | L'accordo di partenership globale rafforzato tra Armenia e UE viene ratificato a Bruxelles          |
| 2018 | 2 marzo     | Elezioni presidenziali armene, 2018                                                                 |
| 2018 | 8 maggio    | Rivoluzione armena di velluto del 2018                                                              |
| 2018 | 9 dicembre  | Elezioni parlamentari armene, 2018                                                                  |